# Streek-GR Dijleland

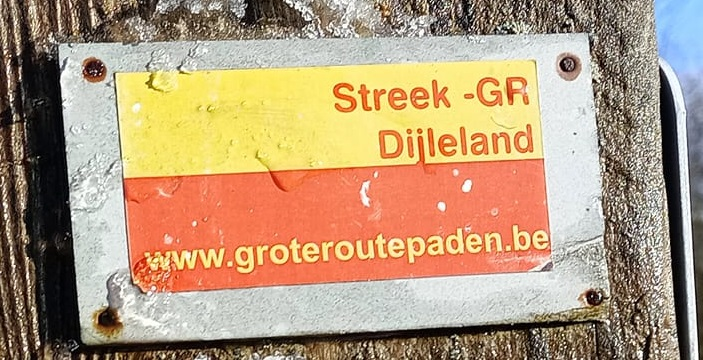
Streek-GR Dijleland

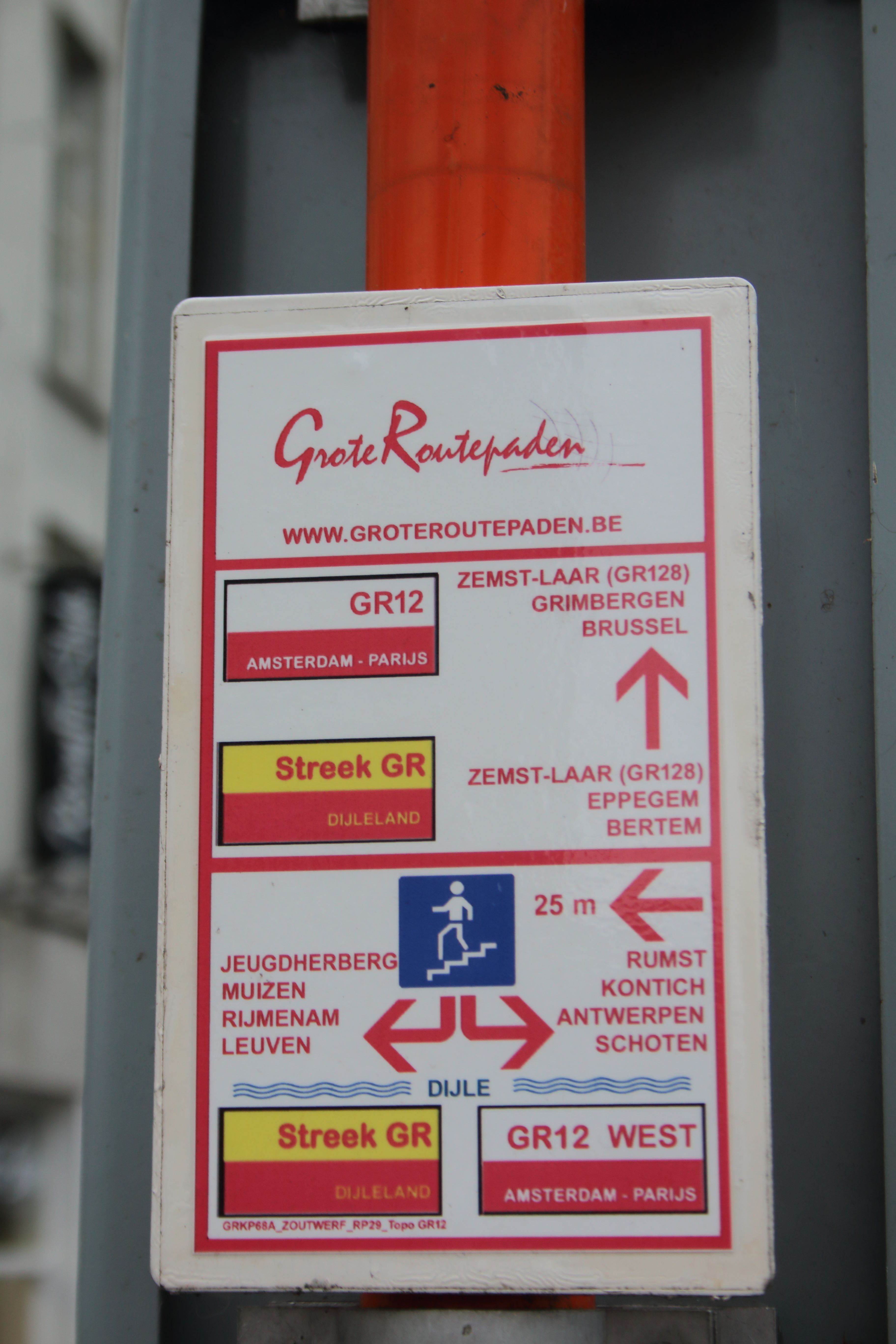
Streek-GR Dijleland in Mechelen

De Streek-GR Dijleland is een GR-pad in het Dijleland (circa 131 kilometer). Het lusvormige streekpad is bewegwijzerd met geel-rode markeringen (en wit-rode waar ze met een andere GR samenloopt). De GR doorkruist onder andere Leuven, Oud-Heverlee, Huldenberg, Tervuren, Bertem, Mechelen, Haacht, Rotselaar. De route loopt onder andere langs stadhuis van Leuven, Arenbergkasteel, Doode Bemde, Grootbroek, Rodebos, Park van Tervuren, Bertembos, De Zalm, Mechels Broek, Antitankgracht (Haacht), Kesselberg.